# (466881) 2015 DO16
(466881) 2015 DO16 es un asteroide perteneciente al cinturón de asteroides, descubierto el 2 de abril de 2006 por el equipo Spacewatch desde el Observatorio Nacional de Kitt Peak (Arizona, Estados Unidos).